# Aplocnemus impressus
Aplocnemus impressus är en skalbaggsart som först beskrevs av Thomas Marsham 1802.  Aplocnemus impressus ingår i släktet Aplocnemus, och familjen borstbaggar. Enligt den svenska rödlistan är arten nära hotad i Sverige. Arten förekommer i Götaland, Gotland, Öland och Svealand. Artens livsmiljö är skogslandskap.